# Sabaneta (Sabaneta)
Pour les articles homonymes, voir Sabaneta.
Sabaneta est la capitale de la paroisse civile de Sabaneta de la municipalité de Miranda dans l'État de Falcón au Venezuela.